# Раухвергер, Ян
Ян Раухве́ргер (Rauchwerger; настоящая фамилия Райхваргер или Рейхваргер; ивр. יאן ראוכוורגר‎; род. 1942, Байрам-Али, Туркменская ССР) — советский и израильский живописец.

## Биография
Родился в семье художника Моти (Мордехая) Райхваргера (сына харьковского раввина Иосифа Ефимовича Райхваргера), эвакуированной из Харькова в Среднюю Азию в начале войны. После войны семья вернулась в Киев.
В 1954—1961 годах учился в Киевской художественной школе им. Т. Г. Шевченко, в 1964—1968 на отделении графики Московского полиграфического института.
Ученик известного советского художника Владимира Вейсберга.
В 1975 году Ян Раухвергер организовал в Музее Израиля выставку работ В. Вейсберга, на которой представил хранящиеся у него произведения учителя. В Израиле Ян Раухвергер живёт с 1973 года. Основные темы работ: семья, обыденные интерьеры, натюрморты, уголки природы.
Жена — Ирина Алексеевна Райхваргер (погибла в 2001) — израильский скульптор.
Тёща — советский и израильский скульптор Зоя Васильевна Рылеева (род. 1919, Киев).
Шурин — американский дизайнер ювелирных изделий Геннадий Осмёркин.

## Персональные выставки
- 2004 — персональная в Государственной Третьяковской галерее
- 1975 — Галерея Цви Ноам, Тель-Авив
- 1976 — Галерея Цви Ноам, Тель-Авив
- 1978 — Галерея Сара Леви, Тель-Авив
- 1979 — Галерея Дельсон-Рихтер, Яффо
- 1980 — Галерея Сара Леви, Тель-Авив
- 1981 — Дом Рибенфельд, Яффо
- — Галерея Радиус, Тель-Авив
- 1983 — Галерея Сара Леви, Тель-Авив
- — Галерея Ворст, Амстердам
- - Cité des Arts, Париж
- 1985 — Галерея Бинет, Тель-Авив
- — Бейт Нехуштан, кибуц Ашдот-Яаков

## Галерея
Цитата: Чувствовать характер света — это очень важно, не меньше, чем чувствовать характер человека, портрет которого вы пишете Я. Раухвергер